# Museu de Groningen
El Museu de Groningen és un museu d'art ubicat a la ciutat de Groningen, Països Baixos. El museu exhibeix art modern i  contemporani d'artistes locals, nacionals i internacionals.
El museu va obrir el 1874. L'actual edifici post modernista disposa de tres pavellons principals que van ser acabats el 1994 i dissenyats individualment pels arquitectes Philippe Starck, Alessandro Mendini, Coop Himmelb(l)au.
Des de 2008, ha tingut anualment entre 173.000 i 256.000 visitants anuals, la quantitat més alta de qualsevol museu en la província de Groningen.

## Història

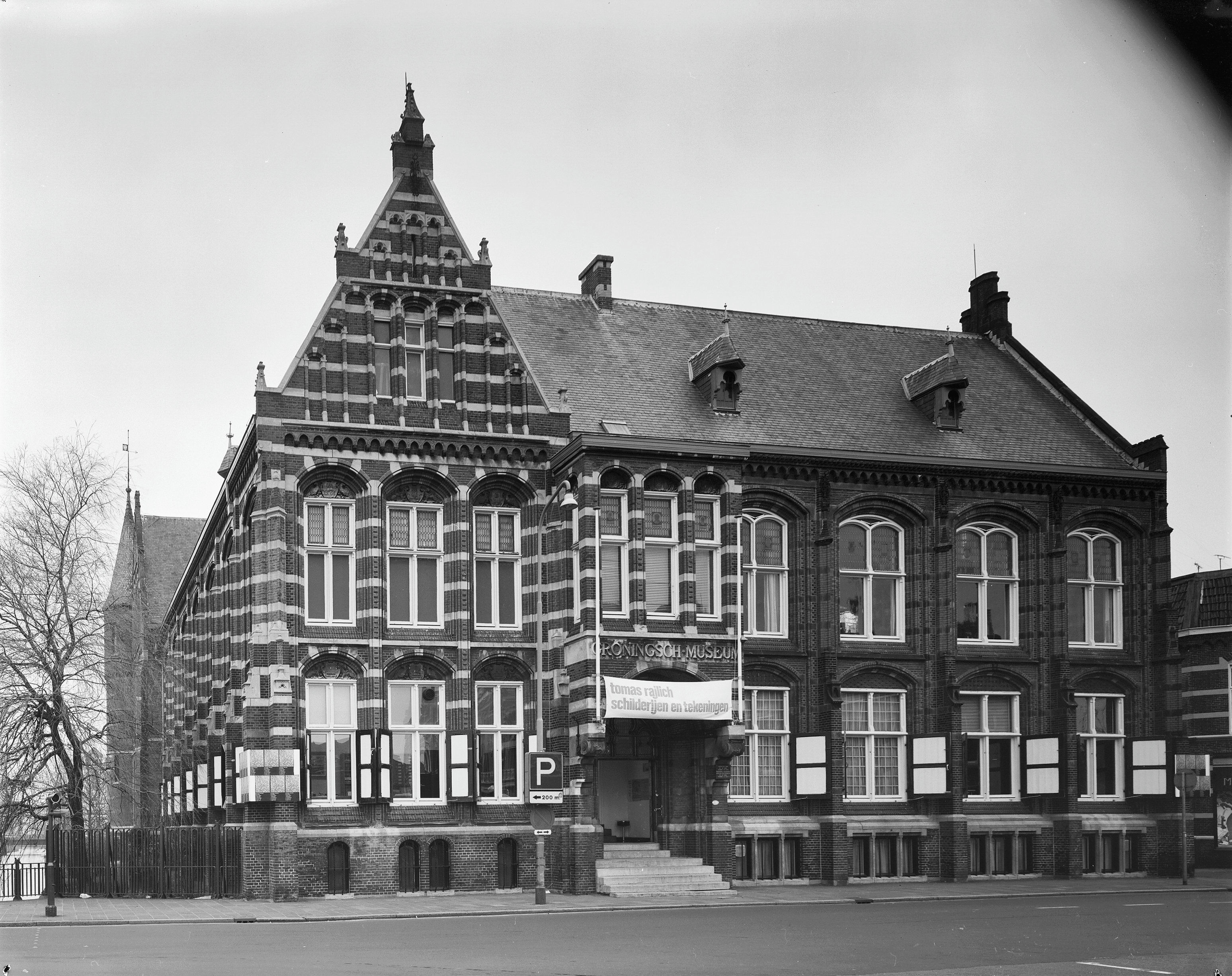
L'edifici anterior del Museu de Groningen (1975)

El museu de Groningen va ser fundat l'any 1874 i va obrir el seu edifici propi vint anys més tard en el Praediniussingel, el  1894. La Menkemaborg, una històrica mansió, va ser donada al Museu de Groninger pels hereus del seu darrer habitant el 1921. L'edifici actual del museu va ser obert el 1994.

## Edifici

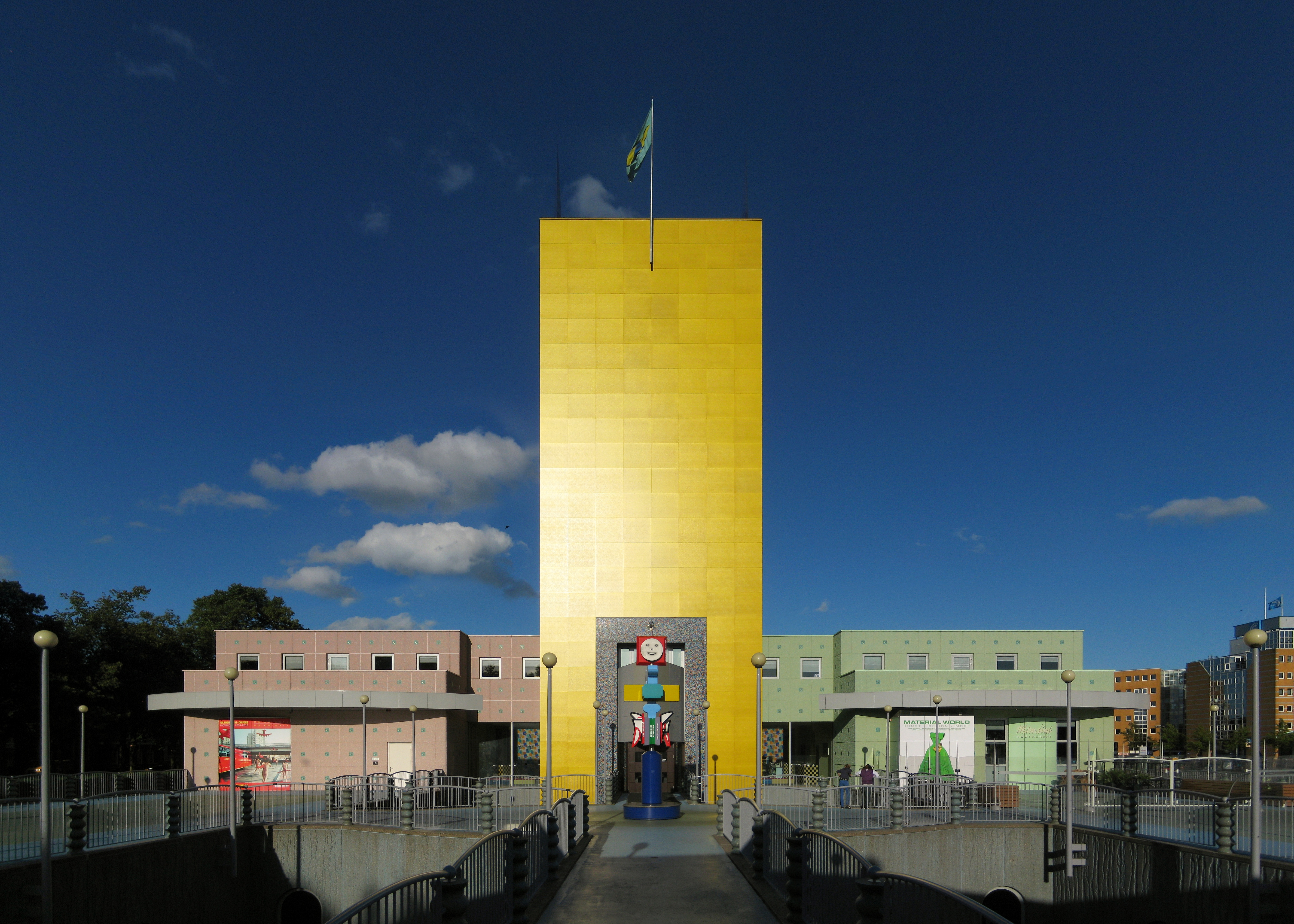
Entrada del museu (2011), amb la torre groga dissenyada per Alessandro Mendini

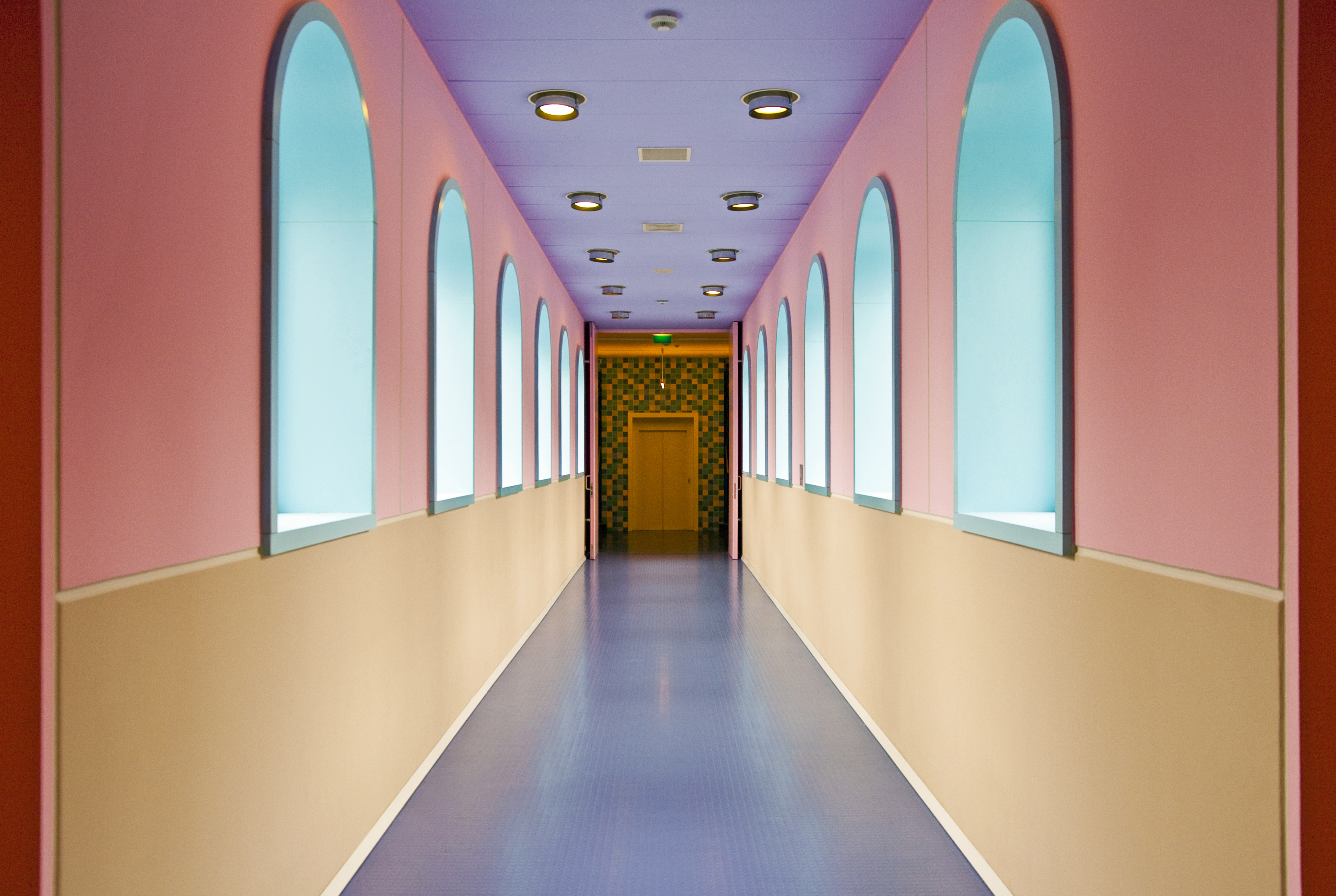
Passadís dins el museu (2009)

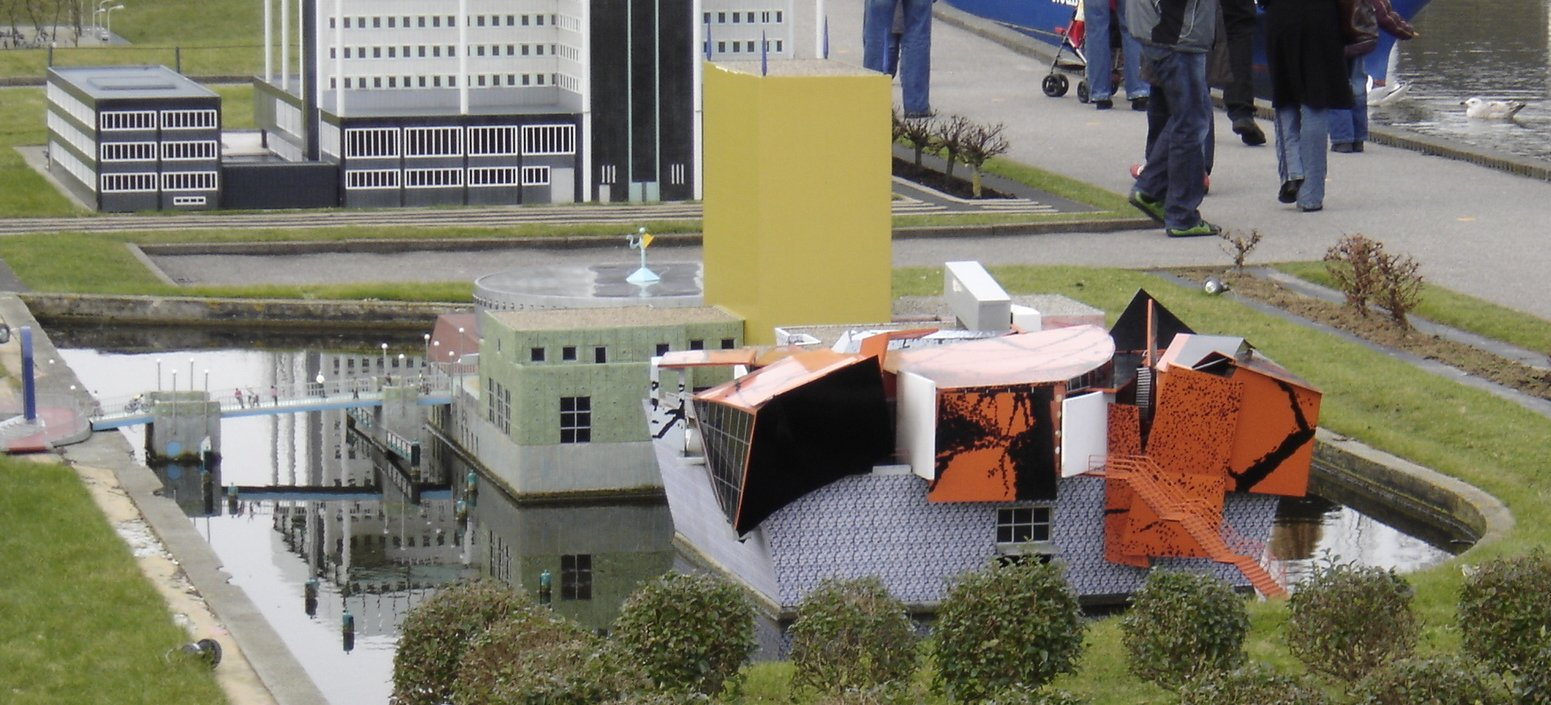
Reproducció del museu a Madurodam (2012)

Les estructures radicalment modernistes que formen el Museu de Groningen es troben en un canal navegable oposat a l'estació de tren Groningen. Consisteixen en tres pavellons principals: un edifici cilíndric de plata dissenyat per Philippe Starck, una torre groga dissenyada per Alessandro Mendini, i un espai desconstructivista pàl·lid blau dissenyat per Coop Himmelb(l)au. Un pont que connecta el museu amb l'estació de tren és part d'un recorregut per bicicletes i vianants cap al centre de la ciutat.
L'arquitectura futurista i estil colorit recorda el dissenypost modern italià del Grup Memphis. A Mendini, un antic membre de l'empresa, reconegut pels seus dissenys de mobiliari i industrials, se li va encomanar, per part del director del museu, Frans Haks, el 1990, el disseny del nou museu. Per la creació dels estudis conceptuals, Haks va demanar alguna cosa extravagant i va insistir que no fossin arquitectes. L'artista americà Frank Stella fou un dels candidats inicials per dissenyar un dels pavellons però el seu pla va ser descartat per ser massa car donat que va voler construir la seva estructura completament de tefló. El municipi llavors va convidar a Coop Himmelb(l)au per reemplaçar-lo a la comissió.
El museu fou principalment pagat per Gasunie, l'empresa de gas natural nacional neerlandesa. L'empresa celebrava el seu 25è aniversari i va voler donar a la ciutat de Groningen un present. Haks volia canviar l'exposició vella i l'insuficient espai, va suggerir un nou edifici com a museu. Gasunie va acceptar la proposta de Hak i va concedir 25 milions de florins pel projecte.
Alderman Ypke Gietema, un important defensor del nou museu, era responsable de situar el museu a la seva ubicació present malgrat mordaç objeccions. Durant preparació del lloc, els protestants van fer gestions per aturar la construcció durant un any via el tribunal suprem. Les objeccions dels ciutadans es van centrar en el disseny polèmic, tement que les seves cases no es vendrien tenint les estructures estranyes i excèntriques tan a prop. Malgrat la controvèrsia, la construcció es va  reprendre el 1992 i va ser completada el 1994. Els residents locals van haver d'acostumar-se a les formes i colors de l'edifici i aviat esdevingué un èxit popular.

## Exposicions
Llista no exhaustiva d'exposicions:
2013
- Diane KW. At World's End
- Draken en lange Lijzen. Chinees Porselein uit de eigen collectie (Dragons and Lange Lijzen. Chinese porcelain from the Museum’s own collection)
- Vrouwen van de Revolutie (Women of the Revolution)
- Nordic Art 1880 - 1920
- Groninger Museum eert grondlegger (Groninger Museum honors founder)
- Marc Bijl. Urban Gothic
- Gronings zilver uit de collectie Hofman-Westerhof (Gronings silver from the Hofman-Westerhof collection)
- De Ploeg - Eigen collectie (De Ploeg - Groninger Museum Collection)

2015
- H.N. Werkman
- David Bowie is

2016
- Rodin

## Administració
| Any  | Visitants      |
| ---- | -------------- |
| 2008 | 256,000        |
| 2009 | 227,700        |
| 2010 | 88,469         |
| 2011 | 214,000        |
| 2012 | 180,000        |
| 2013 | 197,517        |
| 2014 | 173,355        |
| 2015 | 209,500 (est.) |

Andreas Blühm ha estat el Comissari del Museu de Groninger des de 2012.
El museu és membre de Museumhuis Groningen (Casa Museu Groningen), el qual és una organització paraigua per museus i institucions de patrimoni en la província de Groningen.
Des de 2008, el museu ha tingut entre 180.000 i 256.000 visitants per any, a excepció de 2010, quan el museu va ser tancat per renovació d'abril a desembre. El 2013, el museu va tenir 197.517 visitants. És el museu més visitat de la província de Groningen.